# Rmdir

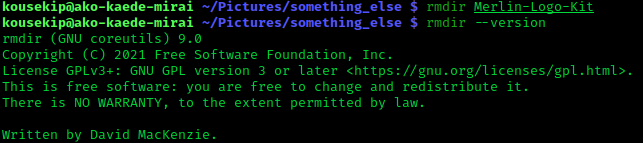
نمونه‌ای از فرمان Rmdir

rmdir (یا rd) فرمانی برای پاک کردن دایرکتوری‌های خالی است که در سیستم‌عامل‌های شبه‌یونیکس، داس، اواس/۲ و مایکروسافت ویندوز وجود دارد. در سیستم‌های یونیکس، لینوکس و مک اواس این فرمان حساس به بزرگی و کوچکی حروف است، در حالیکه در داس، اواس/۲ و مایکروسافت ویندوز اینطور نیست. استفادهٔ معمولی آن به‌شکل زیر است :
```
rmdir
 
name_of_directory

```

که «name_of_directory» نام دایرکتوری مورد نظر برای حذف است. همچنین گزینه‌هایی هم برای استفاده با این فرمان وجود دارد، مانند گزینهٔ p- که دایرکتوری‌های والد را نیز اگر خالی باشند پاک می‌کند.
بعنوان نمونه :
```
rmdir
 
-p
 
foo/bar/baz

```

در فرمان بالا، ابتدا /baz، سپس /bar و در انتها /foo که در آرگومان دستور آمده‌اند پاک خواهند شد.
در یونیکس، اگر دایرکتوری‌ای خالی نباشد، rmdir آن را حذف نمی‌کند. راه حل درست برای حذف دایرکتوری به همراه محتویات داخل آن، استفاده از rm به صورت تودرتو است. مانند :
```
rm
 
-r
 
foo/bar/baz

```